# Bergmann-Azlacton-Synthese
Die Bergmann-Azlacton-Synthese (auch als Bergmann-Stern-Azlacton-Synthese bekannt) ist eine Namensreaktion aus dem Bereich der  Organischen Chemie. Die Reaktion wurde nach dem deutsch-US-amerikanischen Chemiker  Max Bergmann  (1886–1944) benannt und ist eine klassische Synthese zur Herstellung von Dipeptiden.

## Übersichtsreaktion
Die Bergmann-Azlacton-Synthese dient der Herstellung von Peptiden 3, besonders Dipeptiden aus einem Azlacton 1 und einer Aminosäure 2:

## Reaktionsmechanismus
Durch die Reaktion des Azlactons 1 mit der Aminosäure 2 öffnet sich der Ring des Azlactons. Dabei bildet sich ein acyliertes ungesättigtes Dipeptid 4, welches durch katalytische Hydrierung zum gesättigten Dipeptid 5 umgesetzt wird. Durch anschließende katalytische Abspaltung von Essigsäure entsteht das Dipeptid 3.